# 脇差

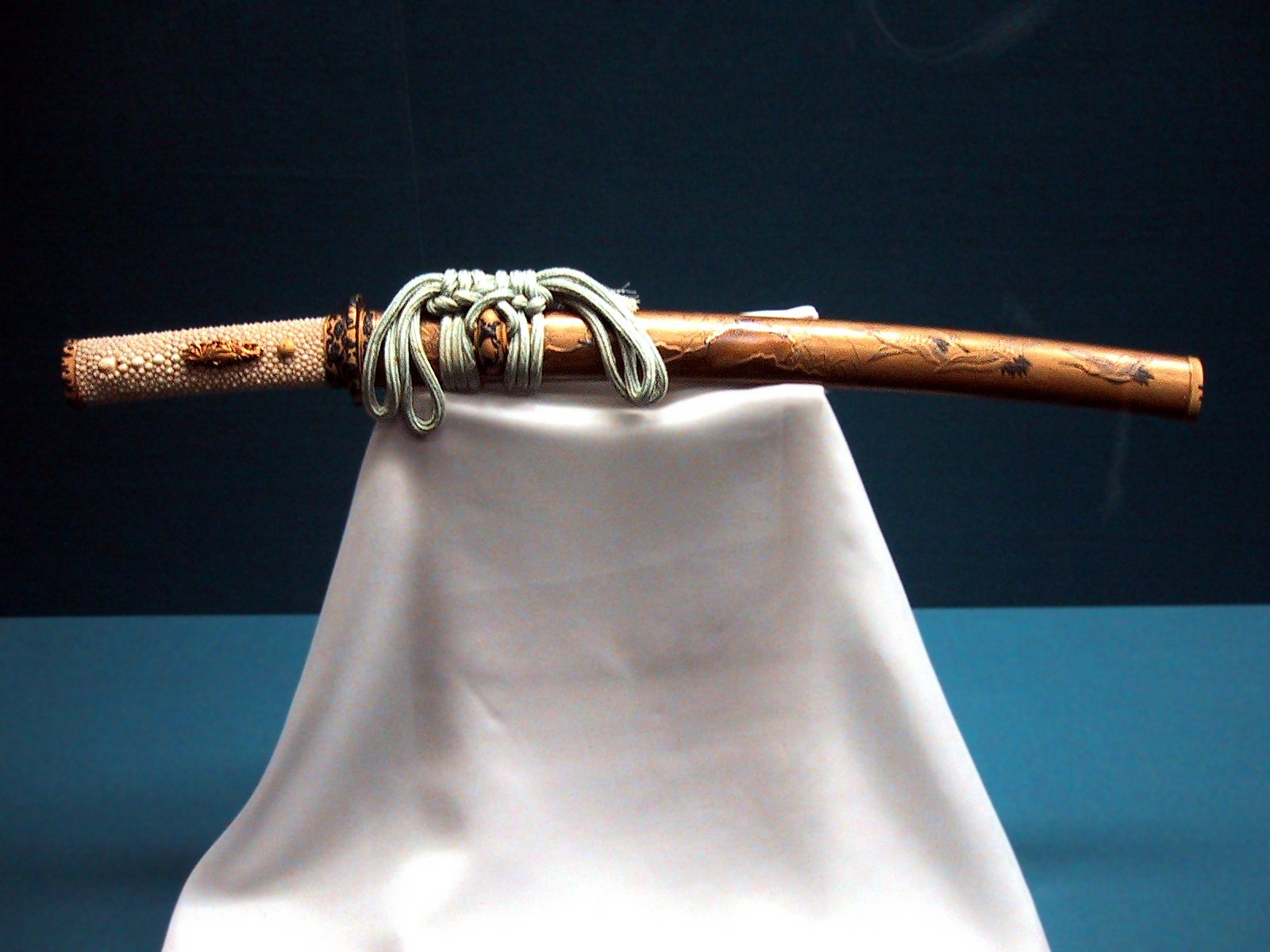
江戶時代的脇差

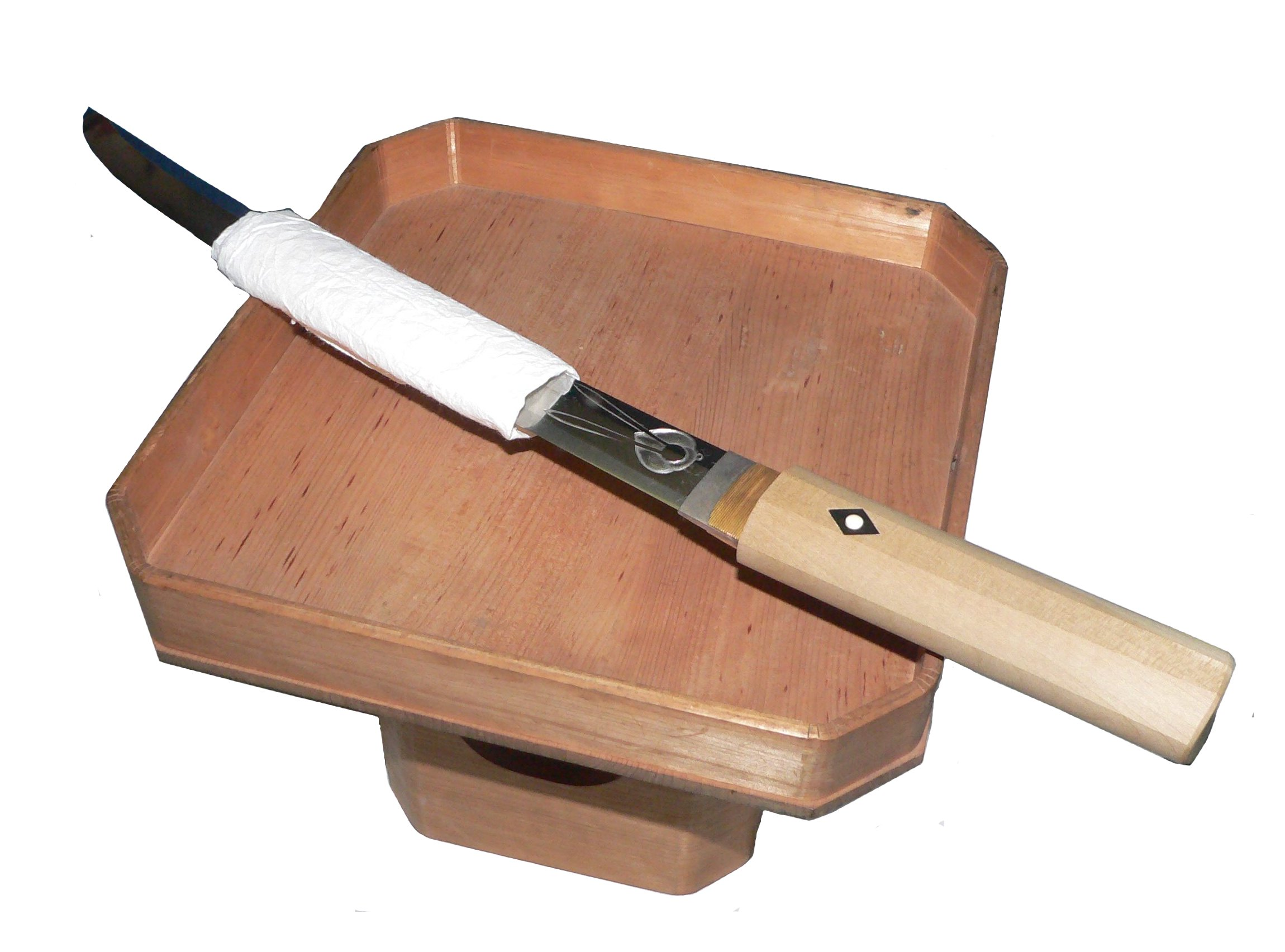
切腹用短刀，以奉書紙纏繞白刃

脇差（日语：／ wakizashi */?），也稱脇指（日語讀音同），長一至二尺（約30至60公分），單手用刀。日本武士平時與太刀或打刀一同佩戴於左側腰間，並稱「大小刀」，脇差因此相對也稱為「小刀」。由於形制、用途都與小太刀相近，兩者時常混稱。適用於狹窄環境和近身纏鬥，也作為「大刀」的備用武器。

## 歷史與文化
日本古代本無規定武士配刀的數量和形制，然而武士不論上戰場或行走江湖，往往都會攜帶多種武器，以因應各種狀況。一如武士經常攜帶的武器各有用途，好比弓箭能放長遠擊、鎧通利於破甲，寸有所長、尺有所短，在狹窄環境和近身纏鬥中，太刀或打刀尚嫌太長，因此武士常會攜帶一柄較短的刀械備用。另一方面，武家文化發展出了入屋即卸下兵器的禮儀，武士進到屋內「大刀」便要卸下，並根據對主人尊重的程度及雙方的身分地位，或將入鞘的「大刀」提在右手、以示不易拔刀，或直接將「大刀」交由對方保管；相對的，主人通常會允許客人保留「小刀」護身。脇差或小太刀因此成為武士們常備的防身武器。隨著實戰經驗的累積和社會文化的發展，長短雙刀（大小刀）遂成為武士約定俗成的基本配備，武士多半也都會精通「小刀」的運用，以備不時之需。
脇差出現的時間較小太刀為晚，因此早期的「小刀」都是小太刀。脇差出現後，很快就取代小太刀成為主流，小太刀也變得罕見。但人們習慣了小太刀的稱呼，加以兩者的形制和用途非常相近，兩者往往混稱。
江戶幕府成立以後，幕府直接以法令規定武士都要佩戴雙刀，且律定了「大小刀」的形制，脇差的規格至此才正式定型。此外脇差也是准許一般百姓、市民、商人以及其他非武士身份的人隨身攜帶的自衛武器，因此在許多古代的抗暴事件中，帶頭的俠客使用的就是這種武器。
幕末武士配刀的禁制鬆弛，長度與打刀相近的脇差應運而生，稱為「長脇差」。據說新選組局長近藤勇便愛用這種類型的脇差。
長短雙刀外，武士常常還會攜帶一柄比脇差更短的刀子，便簡單稱為「短刀」。短刀是日本武士最常用於切腹的武器。然而有時手邊沒有短刀，臨時間武士也可能使用脇差切腹，但脇差長度往往太長，因此會先包裹住刀刃，握住包裹處以縮短握刀處與刀尖的距離，便於使用。短刀平時用於突襲或擊倒敵人後進一步割喉、刺頸，不用於一般交戰，因此除了長度較短，和脇差另一分別為短刀通常不加護手。
雖然脇差與打刀（或太刀）本是應用於不同情境，兩者通常不同時使用，然而隨著佩戴「大小刀」成為常態，許多門派都發展出了一手持「大刀」、一手持「小刀」的戰鬥技術，稱為「二刀流」，最知名者當屬宮本武藏的「二天一流」。即使是專精於一刀的門派，有些也有戰鬥中途視情況使出脇差突襲或輔助防禦的技巧。
僅使用「小刀」（脇差或小太刀）的武術，則通稱為「小太刀術」。有些精通「小太刀術」的高手，即使在開闊地形對戰三尺開外的大太刀、甚至長槍之類的長兵器，也會選擇使用「小刀」應戰。「中條流」的「小太刀術」就很有名，「中條流」中興之祖暨「富田流」的開創者：富田勢源，為其中的佼佼者。有些門派，例如「天道流」，還有使用兩把「小刀」的技術，稱為「小太刀二刀流」。
脇差除了用於近身戰鬥，在距離拉開時，也可能被當成投擲武器。

## 形制與分類
脇差刀刃短而直，刀柄僅供單手握持，刀裝通常採用近似於打刀的形式，可視為較短的「打刀」。依長度概分為：
- 大脇差：1尺8寸－2尺（54.5厘米－60.6厘米）
- 中脇差：1尺3寸－1尺8寸（40厘米－54.5厘米）
- 小脇差：1尺－1尺3寸（33.3厘米－40厘米）

脇差，尤其是大脇差，與小太刀在形制和用途上都很相近，加以江戶時代的法令讓原本常用太刀刀裝的小太刀也多改作打刀刀裝，兩者間的分別又更模糊了。在現代日本的法規裡，將長度較短的日本刀，包含小太刀，都歸類為脇差。